# Miyu Nagaoka
Miyu Nagaoka (25 de julho de 1991) é uma voleibolista profissional japonesa. 

## Carreira
Miyu Nagaoka representou a Seleção Japonesa de Voleibol Feminino nos Jogos Olímpicos de Verão no Rio de Janeiro, que foi quinta colocada.